# أوليفر فيلبس
أوليفر فيلبس (بالإنجليزية: Oliver Phelps)‏ هو قاضي وسياسي أمريكي، ولد في 21 أكتوبر 1749 في الولايات المتحدة، وتوفي في 21 فبراير 1809 في كاناندياجو في الولايات المتحدة. حزبياً، نشط في الحزب الجمهوري الديمقراطي. وقد انتخب عضو مجلس النواب الأمريكي عن دائرة New York's 17th congressional district ‏ (4 مارس 1803 – 3 مارس 1805).